# The Forbidden Valley
The Forbidden Valley er en amerikansk stumfilm fra 1920 af J. Stuart Blackton.

## Medvirkende
- May McAvoy som Morning Glory
- Bruce Gordon som Jack Winslow
- William R. Dunn som Dave
- Charles Kent som Ben Lee
- Warren Chandler som Dominie Jones
- Nellie Anderson som Endor
- Gene Layman som Joe
- Emil Link som Cal Mitchell
- Harry Kiefer som His Son